# قيم خاصة لدالة زيتا لريمان
في الرياضيات، دالة زيتا لريمان هي دالة في التحليل العقدي، مهمة أيضا في نظرية الأعداد. عادة ما يرمز إليها بالرمز ζ(s). سُميت هكذا نسبة إلى عالم الرياضيات الألماني برنارد ريمان. عندما يكون المدخل s عددا حقيقيا أكبر قطعا من الواحد، تحقق دالة زيتا لريمان المعادلة التالية:
{\displaystyle \zeta (s)=\sum _{n=1}^{\infty }{\frac {1}{n^{s}}}\,.}

## دالة زيتا لريمان عند الصفر وعند الواحد
عند الصفر، يتوفر ما يلي
{\displaystyle \zeta (0)={B_{1}^{-}}=-{B_{1}^{+}}=-{\tfrac {1}{2}}\!}
عند الواحد تملك الدالة زيتا قُطبا. إذن، ζ(1) هو عدد غير منته ولكن النهايتان من جهتي اليمين واليسار تساويان ما يلي:
{\displaystyle \lim _{\varepsilon \to 0^{\pm }}\zeta (1+\varepsilon )=\pm \infty }
بما أن الواحد قطب من الدرجة الأولى، فإن له باقيا عقديا
{\displaystyle \lim _{\varepsilon \to 0}\varepsilon \zeta (1+\varepsilon )=1\,.}

## الأعداد الصحيحة الموجبة

### الأعداد الصحيحة الموجبة الزوجية
انظر إلى عدد برنولي.
{\displaystyle \zeta (2n)=(-1)^{n+1}{\frac {(2\pi )^{2n}B_{2n}}{2(2n)!}}\!}

### الأعداد الصحيحة الموجبة الفردية
المتسلسلة المتناسقة تتباعد كما يظهر في المعادلة التالية :
{\displaystyle \zeta (1)=1+{\frac {1}{2}}+{\frac {1}{3}}+\cdots =\infty \!}
تُعرف ζ(3) باسم ثابتة أبيري. تظهر هذه الثابتة في قانون بلانك.
| القيمة                     | الكتابة العشرية          | المصدر  |
| -------------------------- | ------------------------ | ------- |
| {\displaystyle \zeta (3)}  | 1.2020569031595942853... | A02117  |
| {\displaystyle \zeta (5)}  | 1.0369277551433699263... | A013663 |
| {\displaystyle \zeta (7)}  | 1.0083492773819228268... | A013665 |
| {\displaystyle \zeta (9)}  | 1.0020083928260822144... | A013667 |
| {\displaystyle \zeta (11)} | 1.0004941886041194645... | A013669 |
| {\displaystyle \zeta (13)} | 1.0001227133475784891... | A013671 |
| {\displaystyle \zeta (15)} | 1.0000305882363070204... | A013673 |

يُعلم من خلال مبرهنة أبيري أن ثابتة أبيري هي عدد غير جذري.